# مانه زیگبان
کارل مانه گئورگ زیگبان (به سوئدی: Karl Manne Georg Siegbahn) (متولد ۳ دسامبر ۱۸۸۶ – درگذشته ۲۶ سپتامبر ۱۹۷۸) یک فیزیک‌دان شهیر سوئدی بود.
وی در سال ۱۹۲۴ موفق به دریافت جایزه فیزیک نوبل گردید. او این جایزه را به خاطر کشفیات و پژوهش‌هایش دربارهٔ طیف‌سنجی پرتو ایکس دریافت کرد.

## زندگی
زیگبان در شهر اوربرو سوئد زاده شد. او در سال ۱۹۰۶ در استکهلم فارغ‌التحصیل شد و در همان سال مطالعاتش را در دانشگاه لوند آغاز کرد. زیگبان در حین تحصیلاتش دستیار یوهانس ریدبرگ بود. او در سال ۱۹۱۱ مدرک دکترایش را از دانشگاه لوند دریافت کرد. در زمان بیماری ریدبرگ، زیگبان مسئولیت امور او را برعهده داشت. او در سال ۱۹۲۰ به درجه استاد تمامی رسید. با این وجود در سال ۱۹۲۲ دانشگاه لوند را ترک و به دانشگاه اوپسالا پیوست.
زیگبان در سال ۱۹۳۷ به عنوان رئیس دپارتمان فیزیک مؤسسه نوبل فرهنگستان پادشاهی علوم سوئد انتخاب شد. در سال ۱۹۸۸ این مؤسسه به مؤسسه‌مان زیگبان تغییر نام داد.

## طیف‌سنجی پرتو ایکس
زیگبان مطالعاتش بر روی طیف‌سنجی پرتو ایکس را از سال ۱۹۱۴ شروع کرد. در ابتدا او از همان طیف‌سنجی استفاده نمود که هنری موزلی پیشتر از آن برای یافتن رابطه بین طول موج برخی عناصر و مکانشان در جدول تناوبی استفاده کرده بود. کمی بعد با اصلاح و توسعه ابزارهای آزمایشگاهی، توانست به‌طور دقیق طول موج پرتو ایکس اتمهای عناصر مختلف را اندازه‌گیری کند. او همچنین قراردادی به نام «نمادگان زیگبان» را برای نامگذاری خطوط طیفی مختلف که مشخصه عناصر در طیف‌سنجی پرتو ایکس هستند، ایجاد کرد. اندازه‌گیری‌های دقیق زیگبان سبب پیشرفت‌های زیادی در مکانیک کوانتومی و فیزیک اتمی شد.

## جوایز و افتخارات
زیگبان در سال ۱۹۲۴ موفق به دریافت جایزه نوبل فیزیک گردید. او در سال ۱۹۳۴ برنده نشان هیوز و در سال ۱۹۴۰ برنده نشان رامفورد شد. وی در سال ۱۹۴۴ پمپ زیگبان را ثبت اختراع نمود. زیگبان در سال ۱۹۵۴ به عنوان عضو خارجی انجمن سلطنتی انتخاب شد.

## زندگی شخصی
زیگبان در سال ۱۹۱۴ با کارین هوگوم ازدواج کرد. آنها دو فرزند به نام‌های بو لنارت گئورگ زیگبان (سیاستمدار، ۲۰۰۸–۱۹۱۵) و کای زیگبان (فیزیکدان، ۲۰۰۷–۱۹۱۸) داشتند. کای زیگبان خود در سال ۱۹۸۱ به دلیل مشارکتش در توسعهٔ طیف‌سنجی پرتو ایکس موفق به دریافت جایزه نوبل فیزیک شد.